# Ким Дон Хён (бобслеист)
Ким Дон Хён (кор. 김동현, 12 ноября 1987, Сеул) — корейский бобслеист, разгоняющий, выступает за сборную Южной Кореи с 2008 года. Участник трёх зимних Олимпийских игр, серебряный призёр Олимпийских игр 2018 года в четвёрках, постоянный участник и призёр Кубков мира, Европы и Северной Америки.

## Биография
Ким Дон Хён родился 12 ноября 1987 года в Сеуле. С детства занимался в различных спортивных секциях, а бобслеем увлёкся в 2008 году, сразу же пройдя отбор в национальную сборную и присоединившись к ней в качестве разгоняющего. В феврале 2009 года дебютировал в Кубке мира, на трассе канадского Уистлера с двойкой показал двадцать шестой результат, через неделю на этапе в Парк-Сити в той же дисциплине финишировал двадцать седьмым. Чуть позже впервые в карьере побывал на взрослом чемпионате мира, заезды прошли в американском Лейк-Плэсиде и завершились для их двухместного экипажа тридцатой позицией. В том же сезоне спортсмен удачно выступал на Кубке Северной Америки, причём в апреле на одном из этапов даже выиграл бронзовую медаль.
Сезон 2009/10 Ким Дон Хён провёл на довольно высоком уровне, на этапах североамериканского кубка почти всегда попадал в десятку сильнейших и несколько раз ему не хватало совсем немного до призовых позиций. Благодаря череде удачных выступлений удостоился права защищать честь страны на зимних Олимпийских играх в Ванкувере, где в составе четырёхместного экипажа Кан Гван Бэ финишировал девятнадцатым. Сразу после этих заездов поехал на этап Кубка Северной Америки в Лейк-Плэсид и с четвёркой завоевал там серебряную награду. В 2011 году помимо прочих стартов боролся за призы на молодёжном мировом первенстве в американском городе Парк-Сити но в итоге со своей двойкой остановился на пятнадцатой строке. В следующем сезоне весьма удачно выступал на этапах североамериканского кубка, получив в общей сложности три серебряные медали и три бронзовые. На чемпионате мира 2012 года в Лейк-Плэсиде с двухместным экипажем пришёл к финишу двадцать шестым.